# О (кириллица)

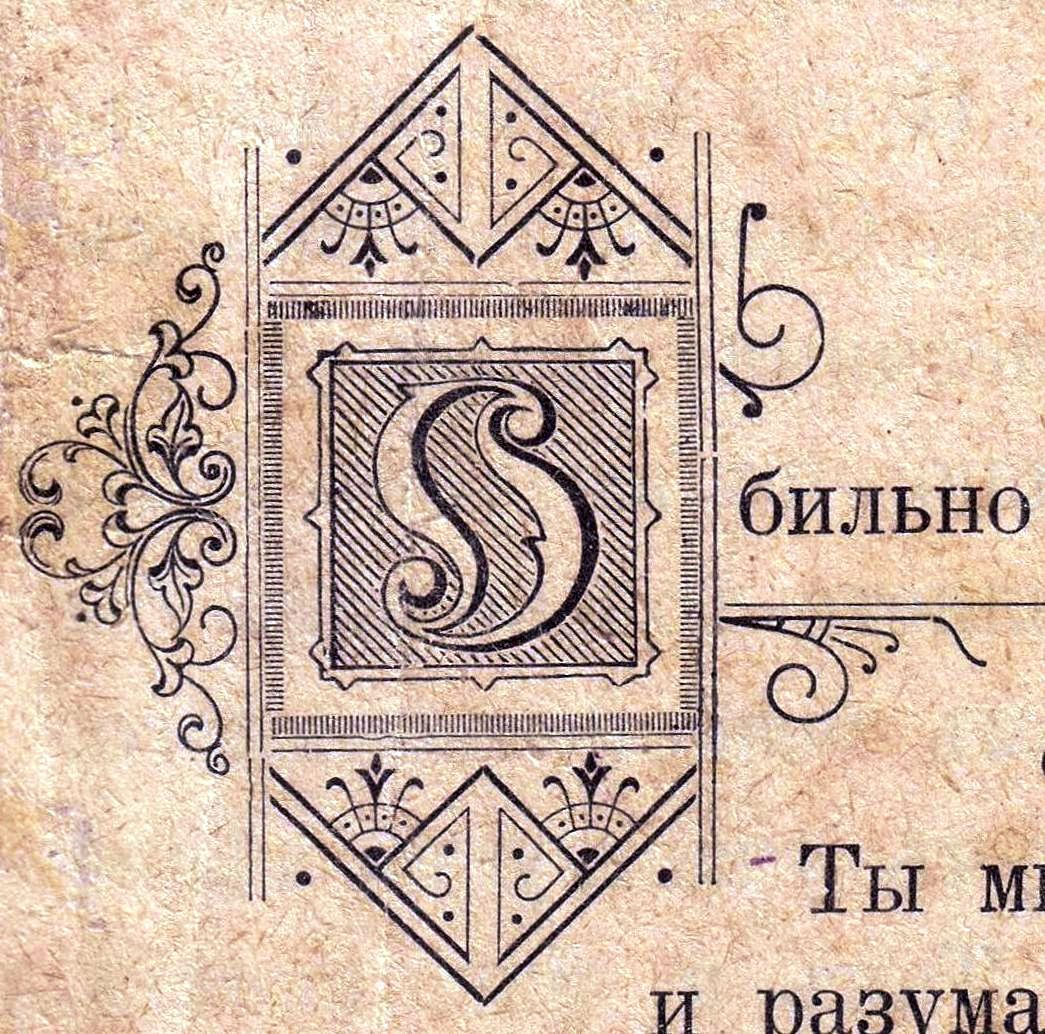
Заставка буквы «О» в книге 1905 года

О, о (название: [o]) — буква всех славянских кириллических алфавитов (15-я в болгарском, 16-я в русском и белорусском, 18-я в сербском, 19-я в македонском и украинском); используется также в алфавитах некоторых неславянских языков. В старо- и церковнославянской азбуках носит название «онъ» (что обозначает не только «он», но и «тот»). В кириллице является 16-й по счёту, выглядит как  и имеет числовое значение 70. В глаголице по счёту 17-я, имеет вид  и числовое значение 80. Происходит от греческой буквы омикрон (Ο, ο), в свою очередь происходящей от финикийской буквы аин; для глаголического варианта имеются версии, связывающие его с семитскими буквами аин или вав.
В 2012 году в Вологде был установлен памятник букве «О».

## Буква О в церковнославянской орфографии
В церковнославянской письменности буква «он» имеет несколько орфографически различающихся начертаний:
1. обычное ;
2. широкое , которое употребляется:
  - в начале слов (ѻ҆́гнь, ѻ҆́трокъ),
  - в начале второй части сложных слов (ѻ҆боюдꙋѻ́стрый),
  - в начале корня после приставок (праѻте́цъ),
  - в географических названиях і҆ѻрда́нъ (река Иордан) и і҆ѻ́ппїа (ныне город Яффа или Яффо) и производных от них,
  - в качестве числового знака для 70;
3. узкое, используемое в составе буквы-диграфа ᲂу (точнее называемого «он-ик»).

Случаи обозначения в церковнославянском языке звука [о] буквой омега см. в статье Омега (кириллица).

## Варианты О в Юникоде
См. также — Омега (кириллица)

## Варианты буквы «О» в других орфографиях
В более старой орфографии (дониконовской и позже у старообрядцев) «узкое» начертание могло применяться вместо обычного и в других случаях (чаще не под ударением), но без особой системы, а лишь из соображений удобства набора «тесных» строк. В ещё более старой (в старопечатных книгах Ивана Фёдорова и т. п.) вообще не использовалось «широкое» начертание — его роль играло обычное, а роль последнего — «узкое».

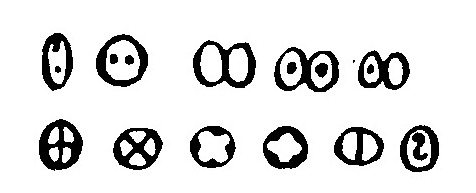
Очные и перекрещённые (окрестные) О

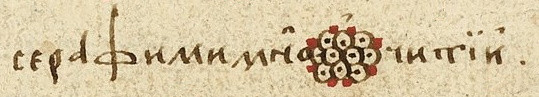
Написание «Серафимы многоочитые» из Псалтири XV века с мультиокулярной О

В рукописях иногда использовались и более экзотические варианты буквы О, например:
- через О с точкой внутри (Ꙩ/ꙩ) писали слово ꙩ҆́ко (чтобы было похоже на это самое око);
- в двойственном[1] и множественном числе (ꙫ҆́чи) — либо с двумя точками внутри одной О (Ꙫ/ꙫ), либо в виде ꙭ҆́чи со «слипшимися» двумя О, внутри каждой из которых было по точке (Ꙭ/ꙭ);
- и даже «облако» из нескольких О с точкой внутри каждой (ꙮ) — в слове многоꙮчи́тїи (о серафимах);
- в словах ꚛ҆крꙋ́гъ, ꚛ҆кре́стъ и производных от них — внутри О ставили крестик (Ꚛ)

В поздних берестяных грамотах XV века (отдельные примеры есть и в XIV и даже в XIII веках) о широкое (в некоторых почерках разомкнутое сверху) и о с точкой внутри (так называемое «о очное», которое могло быть и узким и широким, иногда даже сопровождаться сверху «ресничками») часто использовались в начале слова и после гласной, в то время как в остальных позициях выступало обычное «узкое» о. В этой же функции в берестяных грамотах указанного периода может выступать и омега.
Фигурные старокириллические начертания буквы О были включены в стандарт Юникод версии 7.0:
| Вид символа         |        |        |        |        |        |        |
| Код прописной буквы | —      | U+A66C | U+A668 | U+A698 | U+A69A | U+A66A |
| Код строчной буквы  | U+A66E | U+A66D | U+A669 | U+A699 | U+A69B | U+A66B |

## Альтернативные терминологии
Иногда «широкий» вариант буквы О называют «круглой омегой» (так сделано, например, в Юникоде, символы с кодами 0x047A и 0x047B). Это некорректно, так как буквы разные и имеющие разное числовое значение.
В некоторых современных хорватских книгах словом «он» (on) называют не только букву О, но и букву большой юс.

## Употребление

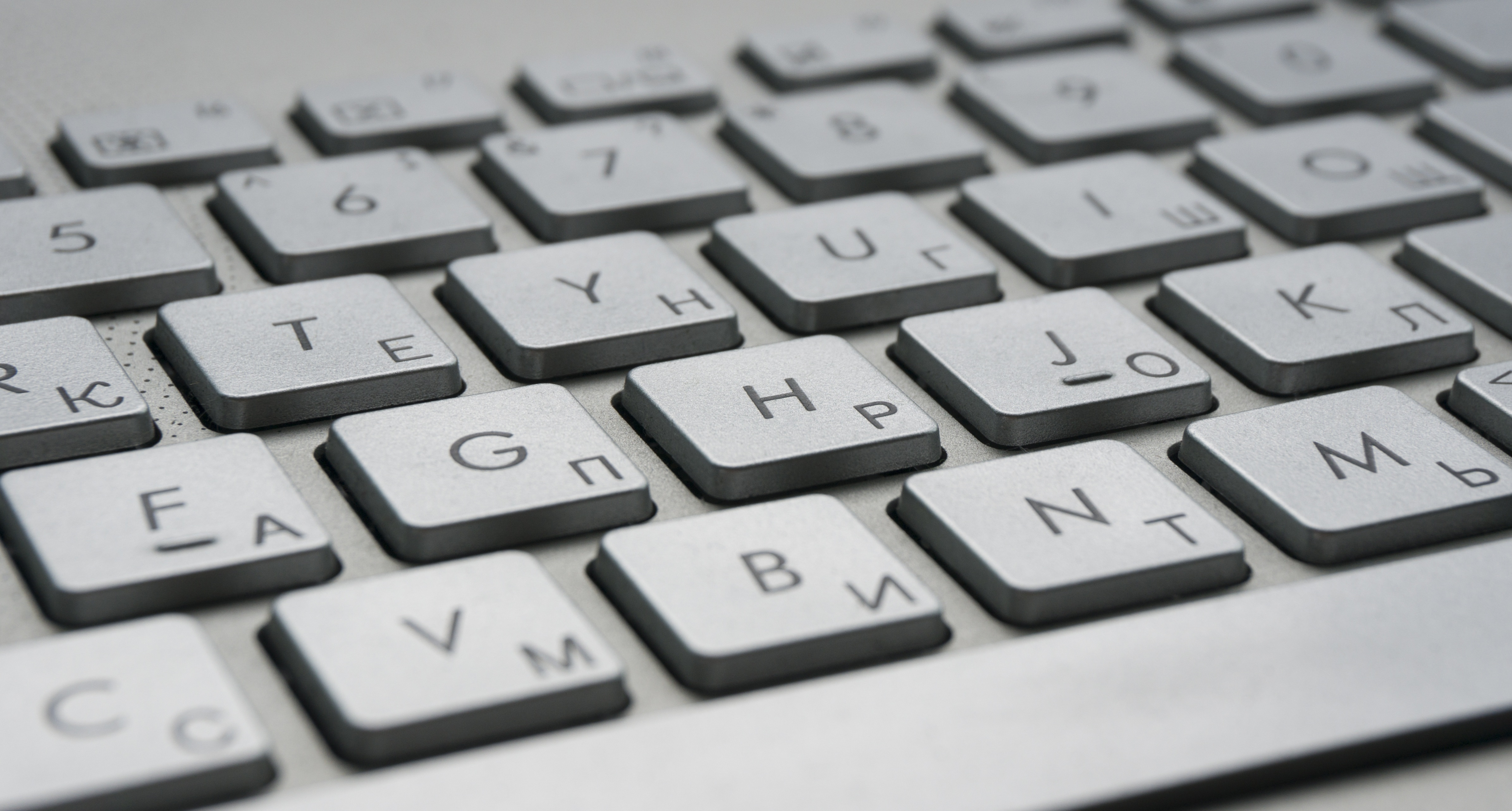
Рельефные полосы на клавишах А и О упрощают расположение пальцев
для печати вслепую

- В литературном русском языке под ударением произносится как [o], без ударения — как [ɐ] (первый предударный слог) или как редуцированный гласный [ə] (остальные безударные слоги). Хотя в некоторых северорусских говорах (диалектах), например пермском и вологодском, чётко произносится как [о] и в безударной позиции. Первоначальное произношение было именно таким.
- Предлог о (употребляемый с предложным и винительным падежами) состоит из единственной этой буквы.
- Восклицательное междометие о! тоже.
- Существуют слова, в которых по 7 гласных и все «О»: «обороноспосо́бность», «договороспосо́бность», «водородоподо́бность»[3]; слова, в которых девять букв «о»: «локомотивовагоноремонтного», «толково-словообразовательного», «электрофотополупроводникового».
- Слово, в котором три этих буквы стоят подряд: зоообъединение.
- На компьютерной клавиатуре с раскладкой ЙЦУКЕН клавиши А и О обычно помечаются рельефными точками или полосками для удобства слепого позиционирования пальцев на этих клавишах.
- Тройная буква О («ООО») обозначает Общество с ограниченной ответственностью.
- Самая часто встречающаяся буква русского языка[4].

## Таблица кодов
| Кодировка             | Регистр   | Десятич- ный код | 16-рич- ный код | Восьмерич- ный код | Двоичный код      |
| --------------------- | --------- | ---------------- | --------------- | ------------------ | ----------------- |
| Юникод (обычное О, о) | Прописная | 1054             | 041E            | 002036             | 00000100 00011110 |
| Юникод (обычное О, о) | Строчная  | 1086             | 043E            | 002076             | 00000100 00111110 |
| Юникод (широкое Ѻ, ѻ) | Прописная | 1146             | 047A            | 002172             | 00000100 01111010 |
| Юникод (широкое Ѻ, ѻ) | Строчная  | 1147             | 047B            | 002173             | 00000100 01111011 |
| Юникод (узкое ᲂ)      | Прописная | —                | —               | —                  | —                 |
| Юникод (узкое ᲂ)      | Строчная  | 7298             | 1C82            | 016202             | 00011100 10000010 |
| ISO 8859-5            | Прописная | 190              | BE              | 276                | 10111110          |
| ISO 8859-5            | Строчная  | 222              | DE              | 336                | 11011110          |
| КОИ-8                 | Прописная | 239              | EF              | 357                | 11101111          |
| КОИ-8                 | Строчная  | 207              | CF              | 317                | 11001111          |
| Windows-1251          | Прописная | 206              | CE              | 316                | 11001110          |
| Windows-1251          | Строчная  | 238              | EE              | 356                | 11101110          |

В HTML прописную букву О можно записать как &#1054; или &#x41E;, а строчную о — как &#1086; или &#x43E;. Церковнославянское «широкое» начертание имеет коды &#1146; или &#x47A; для прописного Ѻ и &#1147; или &#x47B; — для строчного ѻ.
Начиная с версии 9.0 в Юникод включено также «узкое» начертание строчной буквы о (&#7298; или &#x1C82;). Прописная узкая О отдельно в стандартных кодировках не представлена, только в составе диграфа «ук» (Ѹ).